# 1749
1749 (MDCCXLIX) a fost un an obișnuit al calendarului gregorian, care a început într-o zi de marți.

## Nașteri
- 16 ianuarie: Vittorio Alfieri, scriitor și filosof italian (d. 1803)
- 23 martie: Pierre Simon Laplace, astronom, matematician și fizician francez (d. 1827)
- 17 mai: Edward Jenner, medic britanic (d. 1823)
- 28 august: Johann Wolfgang von Goethe, poet german, ilustru gânditor și om de știință (d. 1832)
- 17 noiembrie: Nicolas Appert, inventator francez (d. 1841)
- 17 decembrie: Domenico Cimarosa, compozitor italian de operă (d. 1801)

## Decese
- 3 iulie: William Jones, 74 ani, matematician galez (n. 1675)